# Place de Paris (Luxembourg)
Pour les articles homonymes, voir place de Paris.
La place de Paris (en luxembourgeois : Paräisser Plaz) est une place de la ville de Luxembourg.

## Situation et accès
Située dans le quartier de la Gare, elle est traversée par l'avenue de la Liberté du nord au sud, une artère de communication importante bordée par de nombreux commerces.

## Origine du nom
La place doit son nom à l'hôtel de Paris (lb) construit dans les années 1909 à 1912.

## Historique

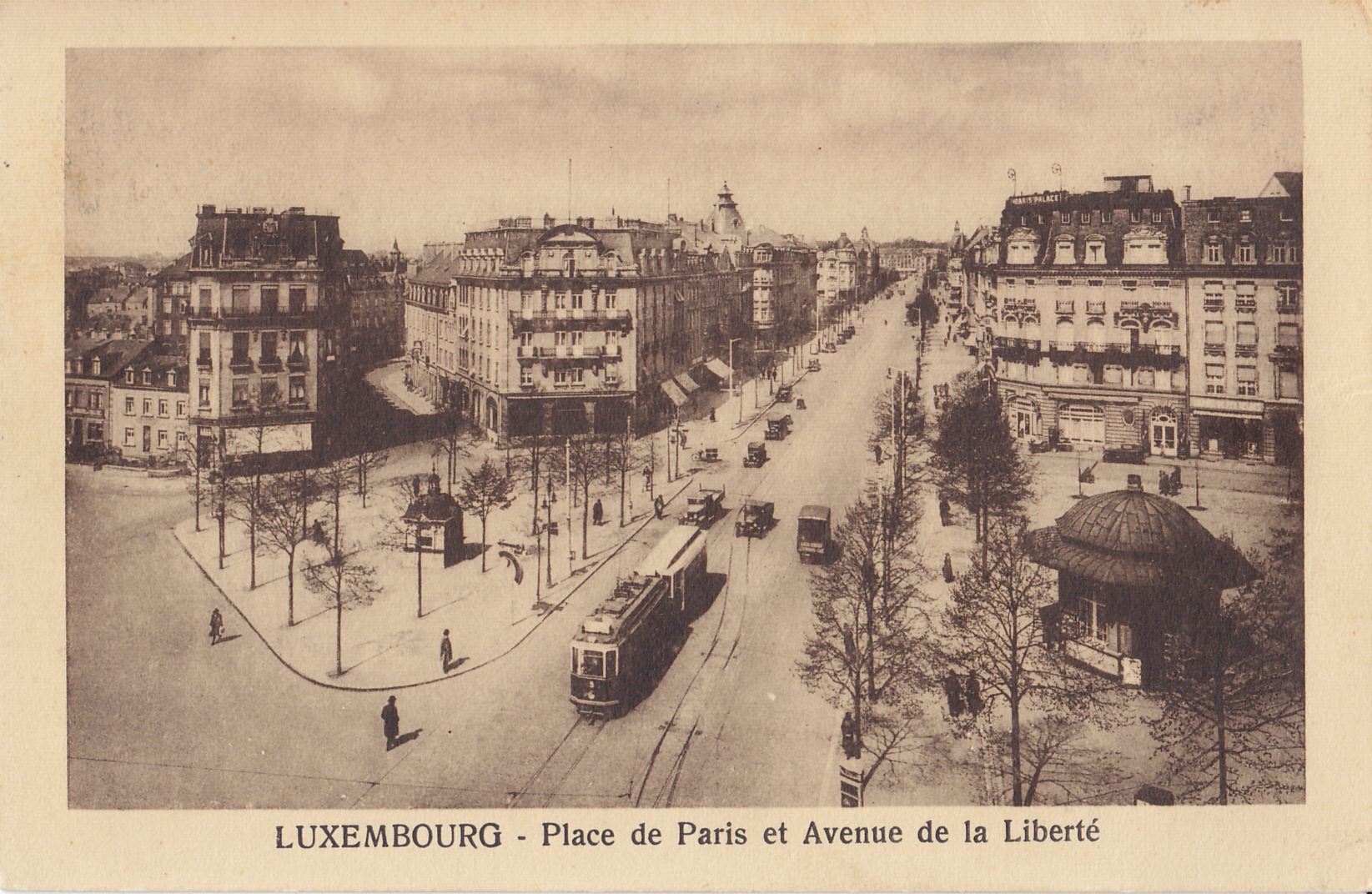
Carte postale ancienne éditée par Maroldt à Luxembourg-Gare : « LUXEMBOURG - Place de Paris et Avenue de la Liberté ».
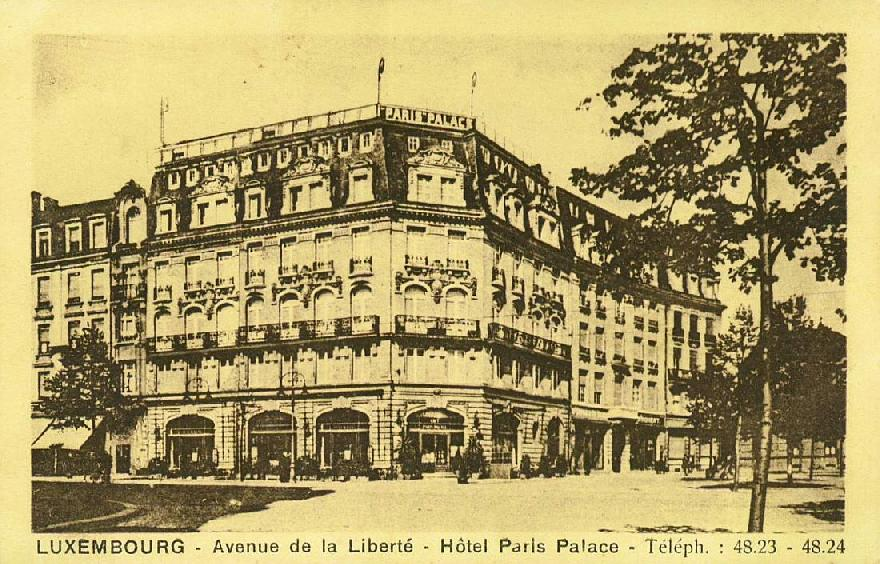
L'hôtel-restaurant de Paris dans les années 1920.

La place est aménagée après la construction du pont Adolphe à la demande de l'État luxembourgeois sur le site d'anciennes fortifications composant la forteresse de Luxembourg qui est de nos jours démantelée. Selon Antoinette Lorang (lb), la place de Paris s'appelait autrefois la « place de l'Éventail » et marquait la frontière communale entre les communes de Luxembourg et Hollerich. Un « plan de lotissement du plateau Bourbon » est élaboré par l'État sur la base du projet d'Édouard André, architecte paysagiste français. Ce plan ne concernait que le promontoire du plateau appartenant à la capitale
À la suite d'une large consultation publique, les premiers travaux d'aménagement de la nouvelle place de Paris sont prévus pour le mois de mai de l'année 2020. Malgré la pandémie de Covid-19 au Luxembourg, en juin 2020, les travaux qui visent à aménager un tronçon du tram en direction de la Gare centrale, commencent. La fin du chantier est programmée pour les mois de juin et juillet 2021,. Au début du mois de mars 2021, la place de Paris étant définitivement fermée aux voitures, dix-huit platanes sont installés le long des rails à quelques mois de l'inauguration,.